# Enrique Bunster
Enrique Bunster Tagle (Santiago, 2 de julio de 1912 - ibídem, 25 de noviembre de 1976) fue un escritor y periodista chileno que desarrolló una vasta obra como dramaturgo, cuentista y novelista, pero se destacó principalmente por ser uno de los mayores exponentes chilenos de la crónica en su vertiente histórica, de viajes y periodístico-literaria.

## Biografía

### Periodismo
Inició su carrera periodística a muy temprana edad en Las Últimas Noticias y Los Sports. Con esta experiencia, en 1928 fundó la revista deportiva Match, donde participó como redactor, y continuó durante toda su vida escribiendo en diarios como La Nación y El Mercurio y en las revistas Zig-Zag, Ecran y Qué Pasa. La calidad y abundancia de su producción cronística le confieren un sitial dentro del selecto grupo de narradores que han dotado a los medios chilenos de una prosa periodística de excelencia y que obligan a la crítica literaria a redefinir los límites entre periodismo y literatura. Desde este punto de vista, la labor de Bunster está a la altura de la de autores como Jenaro Prieto, Daniel de La Vega, Carlos Silva Vildósola, Joaquín Díaz Garcés, y otros más actuales como Pedro Lemebel, Francisco Mouat, Roberto Merino y Álvaro Bisama, entre otros.
Alone, de hecho, compara a Enrique Bunster con el que tal vez sea el más grande cronista chileno, Joaquín Edwards Bello, pues ambos fueron autores prolíficos y de pluma original. Sin embargo, más allá de estos rasgos compartidos, el crítico insiste en marcar las diferencias, señalando que "Sobre el mismo fondo de amor a Chile, casi agresivo, Enrique Bunster acentúa más la nota grave de nuestro pasado histórico, su solidez, su austeridad" (Alone. "Crónica Literaria"). Esta afirmación se relaciona directamente con aquella variación de la crónica cultivada y perfeccionada por Bunster, que él mismo denominó "miniatura histórica", plasmada en libros como "Chilenos en California", "Mar del Sur", "Casa de antigüedades", "Recuerdos y pájaros", "Distinguidas historias".

### Carrera literaria
Su carrera literaria se inició en 1933, con la publicación del libro de cuentos "La primera noche galante". Continuó con más de veinte títulos, entre los que destacan la obra dramática "La isla de los bucaneros" -galardonada en 1945 con el Premio del Teatro Experimental de la Universidad de Chile y el Premio Municipal de Literatura de Santiago en 1946- y la novela de sátira política "Un ángel para Chile" (1959).
Su oficio literario se complementaba con un excepcional espíritu aventurero que lo impulsó a realizar múltiples viajes, de los cuales surgió gran parte de su producción narrativa inspirada en la geografía marítima del Océano Pacífico, sus islas y costas. La expedición a la Antártica ordenada en 1947 por Gabriel González Videla dio origen a su obra Corresponsal de la Antártida; por su parte, "Operación Vela" es la descripción de la travesía que realizó en el Buque Escuela Esmeralda en 1964, mientras que Ia Orana Tahiti y Aroma de Polinesia plasman su conocimiento de las islas del Pacífico Sur. La presencia constante de esta temática dentro de su obra le ha hecho merecedor del calificativo de "escritor del mar y exaltado narrador de las tradiciones navales de su patria" (Espinosa, Mario. "Prólogo". Aroma de Polinesia, p.11)
Este "cronista de la pequeña historia", como lo llamó el crítico Hernán Poblete Varas, también produjo obras de tipo biográfico como Lord Cochrane: un estudio con variaciones o Crónicas portalianas y obras basadas en grandes sucesos históricos como Oro y sangre, que trata la conquista de América, o Motín en Punta Arenas, que se basa en casos policiales emblemáticos.
Enrique Bunster escribió sobre su manera de trabajar:
"No hago pues diferencia entre una crónica, un cuento o una miniatura histórica. Todo es lo mismo: practicar el vicio de escribir, cuyo placer reside en perseguir la perfección inalcanzable", Enrique Bunster en "Recuerdos y pájaros".
Parte de su obra ha sido recopilada y publicada póstumamente gracias a la labor de su viuda, la poeta Carmen Gaete Nieto del Río.

## Obras
- La primera noche galante, 1933
- Teatro verosímil, 1933
- Nadie puede saberlo, 1934
- Casa de locos, 1937
- Un velero sale del puerto, 1937
- El hombre y sus recuerdos, 1938
- Después de sus días, 1938
- El tren de carga, 1938
- Isla de los Bucaneros, 1940
- Lord Cochrane, 1943
- La isla de los Bucaneros, 1948
- Bombardeo de Valparaíso, 1948
- Corresponsal de la Antártica, 1948
- Motín en Punta Arenas, 1950
- Mar del Sur, 1951
- Teatro Breve, 1953
- Chilenos en California, 1954
- La Orana Tahití, 1956
- Para reír y rabiar, 1958
- Un ángel para Chile, 1959
- Aroma de Polinesia, 1959
- Cuentos Selectos, 1973
- Oro y Sangre, 1974
- Distinguidas historias, 1976
- Crónicas Portalianas, 1977
- Crónica del Pacífico, 1977
- Operación Vela
- Recuerdos y Pájaros, 1968
- Tiempo Atrás
- Casa de Antigüedades
- Bala en Boca
- Crónicas Azul y Verde, 1995
- Vía Cabo de Hornos, 1998